# Sei sola/Una storia senza fine
Sei sola/Una storia senza fine è il primo singolo discografico di Plinio Maggi pubblicato in Italia nel 1965.

## Descrizione
Entrambi i brani sono scritti dalla cantautrice Ivana Salsi e da Vincenzo Faraldo, che usa lo pseudonimo Dunadin.

## Tracce
Lato A
1. Sei sola (testo: Ivana Salsi – musica: Dunadin)

Lato B
1. Una storia senza fine (testo: Ivana Salsi – musica: Dunadin)